# Нижня Мельниця
Нижня Ме́льниця (рос. Нижняя Мельница) — присілок у складі Котельницького району Кіровської області, Росія. Входить до складу Спаського сільського поселення.
Населення становить 44 особи (2010, 94 у 2002).
Національний склад станом на 2002 рік — росіяни 98 %.